# 중국지진태망
중국지진태망중심(중국어: 中国地震台网中心 중궈디전타이왕중신[*], 영어: China Earthquake Networks Center, CENC) 또는 통칭 중국지진태망, 태망중심은 중국지진국 직속 기관으로 중국 내 지진 피해 예방 및 완화에 관한 주요 정보를 국제적으로 교환하는 중요한 허브이자 핵심 기술 플랫폼, 중요 창구이다. 2004년 10월 18일 설립되었으며 초기에는 중국지진국 지진신의중심(中国地震局地震信息中心)이라 불렀다. 중국지진태망은 중국 내 국가적인 지진 모니터링, 단기 및 중기 지진 예보, 신속한 지진 보고, 국무원 항진구재지휘부의 일상 업무도 담당하고 있다.

## 역사
중국지진태망이 설립되기 전 중국의 지진 감시 및 예측 체계는 중국지진국 지구물리연구소, 중국지진국 분석예지중심, 각 성 지진국 등으로 나눠서 운용했으며 각 지진 체계는 각 분야의 관료계와 조정계의 책임 하에 있었다. 일부 연구자는 이런 방식이 각 분야의 장점은 살려줄 지 몰라도 관측망의 통합적인 관리가 어렵고 통합 능력이 떨어지며 자원이 중복되는 단점이 있다고 지적했다. 지진 관측망의 효율을 높이기 위해 중국지진국은 2003년 8월 25일 중앙기구편제위원회에 "중국지진국 일부 직속기관의 조정 신청에 관한 서한"을 제출했다. 2004년 2월 4일 편제위원회는 지진국의 국가 내 지진망 관리기관의 설립 조정 신청에 회신하고 동의했다.
2004년 10월 18일 중국지진국은 중국지진국 지진신의중심, 중국지진국 분석예지중심, 중국지진국 지진예측연구소 기술부급예보부, 중국지진국 지구물리연구소 9실, 중국지진국 지질연구소 전조신의 등 기타 4개 부서를 통폐합해 "중국지진태망중심"으로 일원화하고 국무원 항진구재지휘부의 일상 업무도 위임받아 같이 수행하기로 결정했다.

## 업무
중국지진태망은 중국 내 지진 감시 및 예측, 데이터 분석, 처리 및 서비스, 과학기술 정보 및 정보 서비스 관련 전문 운영 기관으로 재난급 지진이 발생할 시 긴급 대응, 신속한 지진 평가, 긴급 의사 결정 및 지휘를 위한 기술 지원 및 서비스를 제공한다. 중심 내 기술 체계는 국무원 항진구재지휘부 기술계, 국가디지털진태망, 국가지진전조태망 기술계, 국가지진신망 분석 및 예측계 등을 총괄하고 있다.
중국지진태망은 150개 이상 국가급 지진관측소와 31개 성급 지역관측소에서 실시간으로 지진 파형 데이터를 취합하고 처리할 수 있다. 국가적인 지각 변형, 전자기 및 지하 유체 데이터도 분석하고 분류해 지진 긴급 예측을 위한 자료로 사용한다. 규모당 지진 관측 하한값은 중국 수도권에서 M1.0, 일반 성도소재지 및 동부 지역 M1.5, 전국 평균 하한 규모는 M2.5이다.
2015년 기준 중국지진태망 관리 하에 있는 국가급 지진관측센터는 1곳, 지방의 지진관측센터는 32곳이다. 중국 전역에서 공식적으로 운용하는 지진계는 총 1,014개로 국가관측소 148곳(이 중 4곳이 해외), 지역관측소 814곳, 화산관측소 33곳, 19개 관측망의 2열 집단관측소로 분류되어 있다.

## 같이 보기
- 중국지진국
- 중국의 지진 목록